# Първа дивизия ПВО
Първа дивизия противовъздушна отбрана (ПВО) е бивше военно формирование на българската армия.

## История
Създадена е на 12 октомври 1968 г. и базирана в Божурище. Дивизията се състои от щаб и КП, осемнадесети изтребителен авиополк, 1-ва зенитноракетна бригада, базирана в Божурище, втора зенитно-ракетна бригада, базирана в Пловдив и 1-ва ртбр, базирана в Божурище. През септември 1996 г. дивизията заедно с втора дивизия ПВО и втора изтребителна авиобаза се обединяват в корпус ПВО.

## Командири[2]
- Генерал-майор Стоян Шиндаров (1968 – 1970)
- Генерал-майор Любчо Благоев
- Генерал-майор Благой Щилянов
- Генерал–майор Димитър Велинов
- Генерал-майор Иван Бинев (1981 – 1989)
- Генерал-майор Иван Дочев (1989 – 1 септември 1996)